# Club Atlético de Madrid 1960-1961
Questa voce raccoglie le informazioni riguardanti il Club Atlético de Madrid nelle competizioni ufficiali della stagione 1960-1961.

## Stagione
Nella stagione 1960-1961 i colchoneros, allenati da José Villalonga, terminarono il campionato al secondo posto alle spalle del Real Madrid, restando imbattuti in casa. In Coppa del Generalísimo l'Atlético Madrid trionfò per la seconda volta consecutiva, battendo nuovamente al Bernabéu il Real Madrid. La squadra si qualificò così all'edizione 1961-62 della Coppa delle Coppe.

## Maglie e sponsor
| Manica sinistra · Manica sinistra · Maglietta · Maglietta · Manica destra · Manica destra · Pantaloncini · Calzettoni |

## Rosa
| N. |                      | Ruolo | Calciatore           |
| -- | -------------------- | ----- | -------------------- |
| -  | Spagna (bandiera)    | P     | Manuel Pazos         |
| -  | Argentina (bandiera) | P     | Edgardo Madinabeytia |
| -  | Argentina (bandiera) | D     | Jorge Griffa         |
| -  | Spagna (bandiera)    | D     | Chuzo                |
| -  | Spagna (bandiera)    | D     | Feliciano Rivilla    |
| -  | Spagna (bandiera)    | D     | Alberto Callejo      |
| -  | Spagna (bandiera)    | D     | Rodríguez            |
| -  | Spagna (bandiera)    | C     | Amador               |
| -  | Spagna (bandiera)    | C     | Adelardo             |
| -  | Spagna (bandiera)    | C     | Miguel Jones         |

| N. |                       | Ruolo | Calciatore             |
| -- | --------------------- | ----- | ---------------------- |
| -  | Brasile (bandiera)    | C     | Ramiro                 |
| -  | Spagna (bandiera)     | C     | Isacio Calleja         |
| -  | Spagna (bandiera)     | C     | Alvarito               |
| -  | Spagna (bandiera)     | C     | Jesús Glaría Jordán    |
| -  | Spagna (bandiera)     | A     | Enrique Collar         |
| -  | Spagna (bandiera)     | A     | Joaquín Peiró          |
| -  | Portogallo (bandiera) | A     | Jorge Alberto Mendonça |
| -  | Spagna (bandiera)     | A     | José Antonio Gasca     |
| -  | Brasile (bandiera)    | A     | Vavá                   |
| -  | Spagna (bandiera)     | A     | Polo                   |

## Risultati

### Primera División

#### Girone di andata
| Arbitro: | Gómez Arribas |

|           |           |  |
| Jones 84’ | Marcatori |  |

| Arbitro: | Cózar Sánchez |

|                                        |           |             |
| Marcelino 2’ Duca 28’ Murillo 72’, 77’ | Marcatori | 8’ Mendonça |

| Arbitro: | Rey Martínez |

|                |           |          |
| Peiró 17’, 68’ | Marcatori | 30’ Haro |

| Oviedo 2 ottobre 1960 4ª giornata | Real Oviedo   | 0 – 0 referto | Atlético Madrid | Carlos Tartiere\| Arbitro: \| Birigay Nieva \| |
| Arbitro:                          | Birigay Nieva |               |                 |                                                |

| Arbitro: | Zariquiegui Izco |

|                         |           |  |
| Collar 26’ Mendonça 72’ | Marcatori |  |

| Arbitro: | Simó Fiol |

|  |           |               |
|  | Marcatori | 30’, 54’ Vavá |

| Arbitro: | Cózar Sánchez |

|                                |           |                      |
| Collar 35’ (rig.) Adelardo 45’ | Marcatori | 7’ Yanko 27’ Llorens |

| Arbitro: | Gómez Arribas |

|            |           |          |
| Kaszás 59’ | Marcatori | 46’ Vavá |

| Arbitro: | Ruiz Casasola |

|                            |           |  |
| Markaida 75’ Areta III 88’ | Marcatori |  |

| Arbitro: | Rey Martínez |

|                                        |           |                            |
| Ramiro 8’ Elizondo 43’ (aut.) Vavá 82’ | Marcatori | 31’ Rivera 61’ Araquistáin |

| Arbitro: | Birigay Nieva |

|                |           |                     |
| Rodri 12’, 44’ | Marcatori | 3’ Ramiro 42’ Peiró |

| Arbitro: | Ruiz Casasola |

|              |           |             |
| Mendonça 37’ | Marcatori | 75’ Recaman |

| Arbitro: | López Zaballa |

|            |           |                         |
| Paredes 8’ | Marcatori | 75’ Collar 83’ Adelardo |

| Arbitro: | López Zaballa |

|                        |           |  |
| Peiró 33’ Adelardo 58’ | Marcatori |  |

| Arbitro: | Birigay Nieva |

|  |           |                                     |
|  | Marcatori | 14’ Callejo 50’ Collar 73’ Mendonça |

#### Girone di ritorno
| Arbitro: | González Echeverría |

|                            |           |            |
| Puskás 3’, 73’ del Sol 65’ | Marcatori | 29’ Griffa |

| Arbitro: | Ruiz Casasola |

|                                 |           |  |
| Adelardo 37’ Polo 55’, 69’, 74’ | Marcatori |  |

| Arbitro: | Lacambra Canela |

|  |           |            |
|  | Marcatori | 64’ Ramiro |

| Arbitro: | Gardeazabal Garay |

|                     |           |  |
| Ramiro 22’ Polo 23’ | Marcatori |  |

| Arbitro: | Zariquiegui Izco |

|                        |           |  |
| Czibor 3’ Evaristo 80’ | Marcatori |  |

| Arbitro: | Gómez Contreras |

|                                |           |                       |
| Peiró 22’, 37’, 89’ Collar 74’ | Marcatori | 43’ Barrio 82’ Zaldúa |

| Arbitro: | Lloris Antonino |

|           |           |  |
| Bosch 33’ | Marcatori |  |

| Arbitro: | Ruiz Casasola |

|                             |           |                      |
| Peiró 32’, 54’ Adelardo 41’ | Marcatori | 69’, 72’ García Saiz |

| Arbitro: | Rey Martínez |

|                                  |           |            |
| Chuzo 52’ Ramiro 56’, 74’ (rig.) | Marcatori | 14’ Arieta |

| Arbitro: | Birigay Nieva |

|            |           |  |
| Rivera 53’ | Marcatori |  |

| Arbitro: | Ruiz Casasola |

|                                                      |           |  |
| Peiró 13’ Vavá 45’ Ramiro 50’ (rig.), 64’ Amador 59’ | Marcatori |  |

| Arbitro: | Birigay Nieva |

|            |           |                   |
| Sastre 76’ | Marcatori | 55’, 68’ Adelardo |

| Arbitro: | Castiñeiras Díaz |

|                        |           |                         |
| Ramiro 66’ Callejo 76’ | Marcatori | 48’ H. Núñez 82’ Walter |

| Arbitro: | González Echeverría |

|                                          |           |                         |
| Antoniet 12’, 43’ Diéguez 66’ Valero 81’ | Marcatori | 27’ Adelardo 70’ Ramiro |

| Arbitro: | Blanco Pérez |

|                                             |           |  |
| Collar 33’ Peiró 39’, 58’ Ramiro 42’ (rig.) | Marcatori |  |

### Coppa del Generalísimo
| Arbitro: | Ortiz de Mendíbil |

|                      |           |  |
| Jones 65’ Ramiro 69’ | Marcatori |  |

| Arbitro: | Ortiz de Mendíbil |

|  |           |            |
|  | Marcatori | 88’ Collar |

| Arbitro: | Lacambra Canela |

|                      |           |  |
| Griffa 44’ Jones 84’ | Marcatori |  |

| Arbitro: | Gómez Arribas |

|                      |           |  |
| Ficha 70’ Walter 86’ | Marcatori |  |

| Arbitro: | Zariquiegui Izco |

|                           |           |  |
| Ramiro 10’, 43’ Jones 18’ | Marcatori |  |

| Arbitro: | Simó Fiol |

|                        |           |  |
| Adelardo 57’ Chuzo 85’ | Marcatori |  |

| Arbitro: | Gardeazabál Garay |

|             |           |           |
| Borreda 78’ | Marcatori | 10’ Peiró |

| Arbitro: | Lacambra Canela |

|                            |           |           |
| Zaldúa 45’ Barrio 76’, 88’ | Marcatori | 61’ Peiró |

| Arbitro: | Ruiz Casasola |

|                                      |           |  |
| Peiró 35’ Rodríguez 50’ Mendonça 60’ | Marcatori |  |

| Arbitro: | Lloris Antonino |

|                             |           |                          |
| Peiró 20’, 46’ Mendonça 69’ | Marcatori | 9’ Puskás 82’ Di Stéfano |

## Statistiche

### Statistiche di squadra
| Competizione           | Punti | Totale | Totale | Totale | Totale | Totale | Totale | DR  |
| Competizione           | Punti | G      | V      | N      | P      | Gf     | Gs     | DR  |
| ---------------------- | ----- | ------ | ------ | ------ | ------ | ------ | ------ | --- |
| Primera División       | 40    | 30     | 17     | 6      | 7      | 57     | 35     | +22 |
| Coppa del Generalísimo | -     | 10     | 7      | 1      | 2      | 18     | 8      | +10 |
| Totale                 | -     | 40     | 24     | 7      | 9      | 75     | 43     | +32 |